# Ганзбург, Григорий Израилевич
Григорий Израилевич Ганзбург (25 сентября 1954, Харьков) — украинский музыковед, педагог, музыкальный критик.

## Биография
Окончил в 1978 Харьковский государственный институт искусств им. И. П. Котляревского (историко-теоретический факультет) по классу Л. М. Булгакова. Учился также у Г. А. Тюменевой (история музыки, фольклор), М. Д. Тица (полифония, история музыкально-теоретических систем, методика преподавания), О. В. Гусаровой (анализ музыкальных произведений), З. Б. Юферовой (История зарубежной музыки, музыкальная библиография), М. Р. Черкашиной (современная музыка, педагогическая практика), В. С. Бибика (инструментовка, чтение партитур). Перед тем начал образование как пианист, ученик Л. Г. Фейгиной, С. Э. Гросман, Б. Ю. Юхт; окончил в 1973 Харьковскую среднюю специальную музыкальную школу по классу И. Н. Дубинина (теория музыки), Н. С. Тишко (история музыки).
В 1978—1985 преподаватель Полтавского музыкального училища им. М. В. Лысенко (учебные дисциплины: «Анализ музыкальных произведений», «Полифония», «Гармония», «Сольфеджио», «Методология музыковедческого анализа», «Композиция»).
С 1984 — преподаватель Харьковского музыкального училища им. Б. Н. Лятошинского, с 1998 — преподаватель высшей категории, с 2006 — методист (учебные курсы: «Основы теории музыки», «Сольфеджио», «Инструментоведение», «Чтение оркестровых партитур», «Народное музыкальное творчество», «Мировая музыкальная литература», «Основы музыкальной критики», «Музыкальное краеведение»).
В 1984—1986, 1995—1996 и 2005—2009 гг. — преподаватель Харьковского государственного института (университета) искусств им. И. П. Котляревского (учебные курсы: «Сольфеджио», «Гармония»); с 2013 — член диссертационного совета по защите диссертаций при ХНУИ.
Диссертация: «Песенный театр Роберта Шумана» (научный руководитель М. Р. Черкашина-Губаренко) — выполнена на кафедре истории зарубежной музыки Национальной Музыкальной академии Украины (Киев).
В 1992—2002 — научный руководитель Международного музыкального фестиваля «Харьковские ассамблеи». (автор названия «Харьковские ассамблеи» и девиза фестиваля «Противление злу искусством»)
Ведущий научный сотрудник Центра комплексных художественных исследований
С 1993 — директор Института музыкознания.
С 2013 — член Специализированного учёного совета по защите диссертаций при Харьковском национальном университете искусств им. И. П. Котляревского.

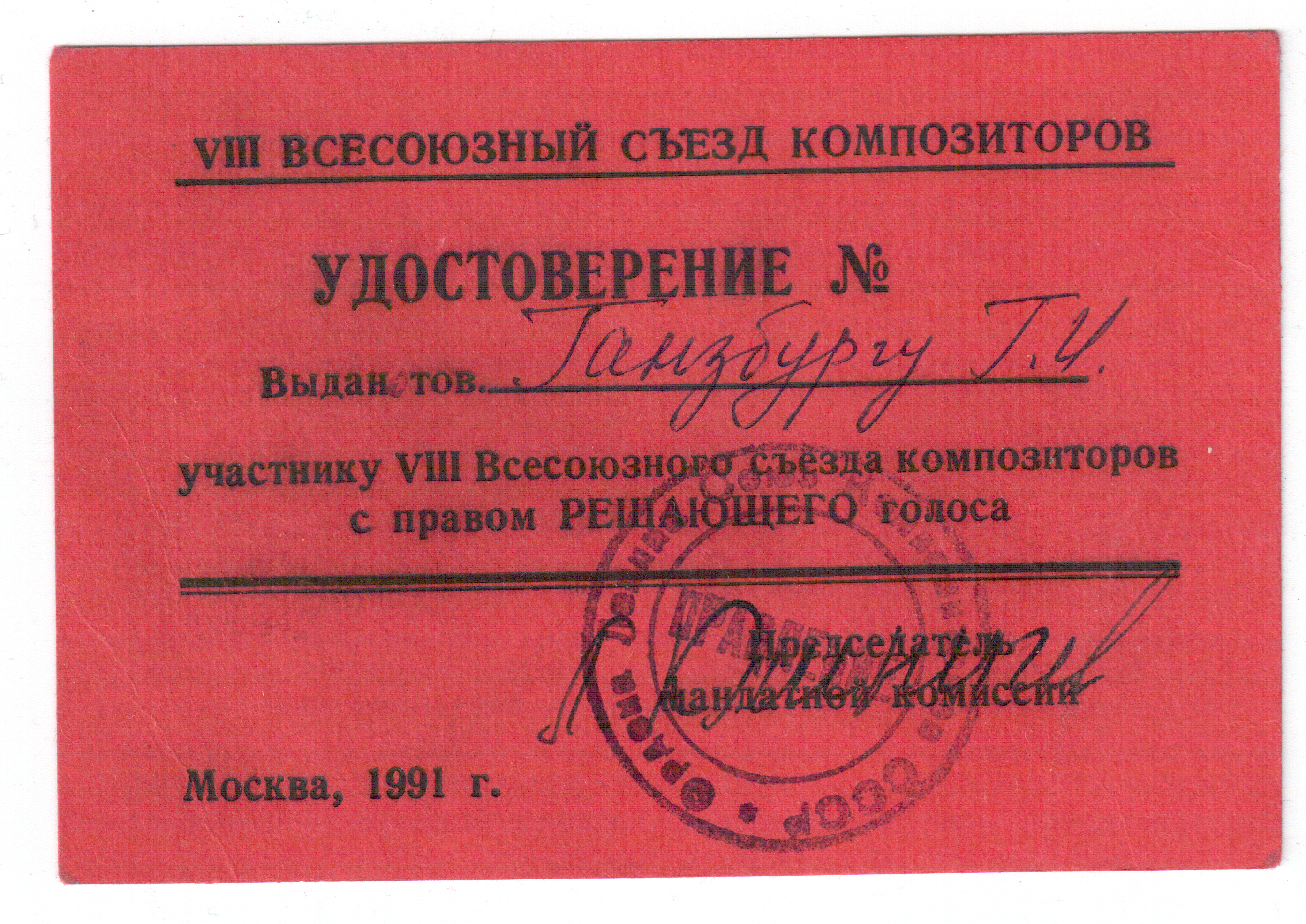

Сын тромбониста И. Г. Ганзбурга

## Общественная деятельность
- Член Национального Союза композиторов Украины (с 1989), Союза композиторов бывшего СССР (с 1990), Союза композиторов России (с 2009).
- Член Национального всеукраинского музыкального союза (с 1992).
- Член Национального союза журналистов Украины (с 2011).
- Соучредитель и вице-президент объединения творческой интеллигенции «Круг» (с 1993)
- Соучредитель Харьковского фонда поддержки молодых дарований (1994).
- Президент Шубертовского общества в Харькове (с 1996).
- Соучредитель и Член правления Благотворительного фонда «Харьковские ассамблеи» (с 2012).
- Член жюри профессиональных конкурсов и олимпиад, в частности, в ноябре 2017 и 2019 гг. принимал участие в работе жюри Первого и Второго Всеукраинского конкурса вокалистов «Мировая классика на украинском».[5][6]

## Творческая и научная деятельность
Автор трудов в области истории и теории музыки, шумановедения, шубертоведения, музыкальной педагогики, источниковедения, лексикографии.
В 1976 ввел новое направление музыковедения — либреттологию (наука о вербальном компоненте музыкальных произведений).
В 1996 разработал и внедрил учебный курс «Музыкальное краеведение». Составитель учебной программы по музыкальной критике.
В 1997 по приглашению Международного Шубертовского института (Австрия) выступил в Вене с докладом на юбилейной конференции к 200-летию Франца Шуберта, где был единственнім представителем от Украины (как президент Шубертовского общества и автор книги о творчестве Ф. Шуберта).
Имеет более 200 публикаций в научных сборниках и периодических изданиях. Автор книг о музыке Ф. Шуберта, Р. Шумана, С. Рахманинова, А. Даргомыжского. Редактор-составитель ежегодника «Харьковские ассамблеи» (1992—1995), 28-ми научных сборников.
Опубликовал и ввел в научный обиход новые архивные документы, касающиеся композиторов А. Н. Скрябина, Д. Д. Шостаковича, С. А. Нания, М. В. Карминского, И. С. Польского, пианистки М. В. Юдиной, литераторов Е. Б. Кульман, А. С. Шишкова, А. А. Блока, С. Свириденко, В. П. Коломийцова, М. И. Цветаевой.
Редактор оригинальных изданий нот Г.-Ф. Генделя, Ф. Шуберта, Р. Шумана, А. Дворжака, к которым осуществил эквиритмические переводы вокальных текстов, публикатор и редактор новых произведений В. Борисова,М. Карминского, В. Иванова и др.
Автор музыкальных произведений, преимущественно вокальных и хоровых. Среди них «Псалом № 136» на стихи Т. Шевченко для смешанного хора, романсы на стихи М. Цветаевой, А. Мандельштама, Б. Пастернака, С. Черкасенко, Л. Первомайского. Также концертирует как пианист.
Автор и ведущий теле — и радиопрограмм.
Председатель редколлегии журнала «Истоки» (в 1997—2002 гг.). Член редколлегии научного журнала «Вестник Саратовской консерватории. Вопросы искусствознания» и редколлегии Международного отдела научного журнала «ИКОНИ/ICONI: Искусство. Культура. образование. Научные исследования».
Среди учеников: И. В. Альбова, Л. А. Гнатюк, В. А. Шейко, Н. В. Червинская.

## Звания и награды
- Лауреат муниципальной премии им. И. И. Слатина (1997).
- Кандидат искусствоведения (с 2011).
- Доктор философии (с 2014).
- Лауреат Гранд-премии Харьковской облгосадминистрации и Харьковского облсовета в области культуры и искусства (2014)[2].
- Победитель журналистского конкурса "Часопис"в номинации «Культурное пространство» (2020)[12].

## Музыковедческие труды

### Книги и брошюры (авторские)
- Ганзбург Г. Елисавета Кульман (материалы к библиографии). — Харьков: Институт музыкознания, 1997.
- Ганзбург Г. Статьи о Шуберте. — Харьков: РА, 1997. — 28 С. (Институт музыкознания. Шубертовское общество.) ISBN 966-7012-11-5.
- Ганзбург Г. Статьи о поэтессе Елисавете Кульман. — Харьков: Институт музыкознания-РА, 1998. — 52 с. ISBN 966-7012-03-4.
- Ганзбург Г. Музыкальная журналистика и критика: Программа учебного курса. — Харьков, 1999. — 12 с.
- Ганзбург Г. Ваш ребёнок и музыка. — Харьков, 2006. — 40 с. ISBN 966-7990-26-3.
- Ганзбург Г. Стихотворение А. С. Пушкина «19 октября 1827» и трактовка его смысла в музыке А. С. Даргомыжского. — Харьков, 2007. — 28 с. ISBN 966-7950-32-8
- Ганзбург Г. Театрализация в вокальных циклах Роберта Шумана: Исследование. — Saarbrücken: LAP Lambert Academic Publishing, 2012. — 128 с. ISBN 978-3-659-10435-0
- Ганзбург Г. О музыке Рахманинова : 2-е изд. — [Б. м.]: Издательские решения, 2015. ISBN 978-5-4474-0566-3
- Ганзбург Г. О писательнице под псевдонимом С. Свириденко. — [Б. м.]: Издательские решения, 2021. — 84 с. ISBN 978-5-0055-1340-3
- Ганзбург Г. Хронологический указатель литературы о поэтессе Елизавете Кульман. — [Б. м.]: Издательские решения, 2021. — 42 с. ISBN 978-5-0055-1834-7
- Ганзбург Г. Фатум-аккорд Чайковского. — [Б. м.]: Издательские решения, 2021. — 28 с. ISBN 978-5-0055-2837-7
- Ганзбург Г. Песенный театр Роберта Шумана. — М.: Композитор, 2022. — 148 с. ISBN 978-5-6047149-3-5
- Ганзбург Г. О поэтессе Елисавете Кульман. Очерки. — Ганновер: Семь Искусств, 2025. — 178 с. ISBN 978-1-326-50510-3

### Книги (составление и редактирование)
| - Харьковские ассамблеи. Международный музыкальный фестиваль 1992 г. «Барокко и XX век». Сборка материалов. / Составитель Г. И. Ганзбург. — Харьков, 1992. - Харьковские ассамблеи. Международный музыкальный фестиваль 1993 г. «Шуберт и украинский романтизм». Сборка материалов / составитель Г. И. Ганзбург. — Харьков, 1993. — 132 с. - Харьковские ассамблеи. Международный музыкальный фестиваль 1994 года « Ф. Мендельсон-Бартольди и просвещение». Сборка материалов / составитель Г. И. Ганзбург. — Харьков, 1994. — 148 с. - Шуберт и шубертианство. Сборник материалов научного музыковедческого симпозиума. / Сост. Г. И. Ганзбург. — Харьков, 1994. — 120 с. - Ф. Мендельсон-Бартольди и традиции музыкального профессионализма: Сборник научных трудов / Сост. Г. И. Ганзбург. — Харьков, 1995. — 172 с. - Харьковские ассамблеи-1995. Международный музыкальный фестиваль «Роберт Шуман и творческая молодежь»: Сборник материалов / Составитель Г. И. Ганзбург. — Харьков, 1995. — 160 с. - Роберт Шуман и перекрестье путей музыки и литературы: Сб. науч. трудов. / Сост. Г. И. Ганзбург. — Харьков: РА — Каравелла, 1997. — 272 с. ISBN 966-7012-26-3. - Исиченко-Бурцева Т. Н. Записки оперной певицы / Сост. Г. И. Ганзбург. — Харьков: Институт музыкознания — Каравелла, 1999. — 84 с. ISBN 966-586-077-1. - Воспоминания о Марке Карминском /Сост. Г. И. Ганзбург. — Харьков: Каравелла, 2000. ISBN 966-586-005-4. - Ференц Лист и проблемы синтеза искусств: Сб. научных трудов / Сост. Г. И. Ганзбург. Под общей ред. Т. Б. Веркиной. — Харьков: РА — Каравелла, 2002. — 336 с. ISBN 966-7012-17-4 - Опера Клавдио Монтеверди «Орфей» / Сост., предисл., общая ред. Г. И. Ганзбурга. — Днепропетровск, 2007. — 70 с. - Из музыкально-педагогического опыта: сборник статей. Вып 1. / составители Г. Г. Газдюк, Г. И. Ганзбург, общая редикция А. С. Зареченской. — Харьков: Сага, 2008. — 188 с. ISBN 978-966-2918-52-6 - Из музыкально-педагогического и исследовательского опыта: сборник статей. Вып 2. / составитель Г. И. Ганзбург, общая редикция А. С. Зареченской — Харьков: Сага, 2008. — 302 с. ISBN 978-966-2918-71-7 - Проблемы взаимодействия искусства, педагогики и теории и практики образования: сб. наук. ст. Вып. 36. / Харк. нац. ун‑т искусств им. И. П. Котляревского; ред.‑сост. Г. И. Ганзбург. — Харьков: издательство ООО" С. А. М", 2012. — 384 с. ISBN 978-966-8591-90-7 - Звездный час университета искусств: Очерки к 95-летию образования ХНУМ имени И. П. Котляревского / ред.-сост. Г. И. Ганзбург. — Харьков : Изд-во ООО «С. А. М.», 2012. — 400 с. ISBN 978-966-8591-96-9 - Проблемы взаимодействия искусства, педагогики и теории и практики образования: сб. наук. ст. Вып. 38. / Харк. нац. ун‑т искусств имени И. П. Котляревского; ред.-сост. Г. И. Ганзбург. — Харьков : Изд-во ООО «С. А. М», 2013. — 396 с. ISBN 978-617-7044-34-4 - Проблемы взаимодействия искусства, педагогики и теории и практики образования. На честь Тараса Кравцова (к 90-летию): сб. наук. ст. Вып. 39. / Харк. нац. ун‑т искусств имени И. П. Котляревского; ред.-сост. Г. И. Ганзбург. — Харьков : Изд-во ООО «С. А. М», 2014. — 460 с. ISBN 978-617-7044-50-4 - Проблемы взаимодействия искусства, педагогики и теории и практики образования: сб. наук. ст. Вып. 42. / Харк. нац. ун т искусств имени И. П. Котляревского; ред.-сост. Г. И. Ганзбург. — Харьков : Изд-во ООО «С. А. М», 2015. — 444 с. ISBN 978-617-7302-00-0 - Проблемы взаимодействия искусства, педагогики и теории и практики образования: сб. наук. ст. Вып. 45. «Бетховен — terra incognita». / Харк. нац. ун т искусств имени И. П. Котляревского; ред.-сост. Г. И. Ганзбург. — Харьков: Изд-во ООО «С. А. М», 2015. - Аспекти історичного музикознавства: зб. наука. ст. Вип. Х / Харків. нац. ун-т мистецтв ім. І. П. Котляревського; ред.-упоряд. Р. І. Ганзбург, І. Ю. Сухленко. — Харків : Водний спектр «Джі-Ем-Пі», 2017. — 304 с. ISSN 2519-4143 - Аспекти історичного музикознавства. Зб. наука. ст. Вип. 11 / Харків. нац. ун-т мистецтв імені І. П. Котляревського; [ред.-упоряд. Ганзбург Г.І., Шубіна Л. І.]. — Харків : ХНУМ, 2018. — 216 с. ISSN 2519-4143 - Мышкис Е. Д. Мои пять жизней. Воспоминания. / Публикация и предисловие г. Ганзбурга. — М.: Новый хронограф, 2019—664 с. ISBN 978-5-94881-452-0 |

### Статьи
| - Ганзбург Г. Новый учебник гармонии // Среднее специальное образование. — 1981. -№ 12 - Ганзбург Г. К вопросу о театральном хоре // Музыкальная жизнь [М.]. — 1987. — № 11. - Ганзбург Г. К биографии Ивана Ершова // Литературное обозрение [М.]. — 1988. — № 12. - Ганзбург Г. К истории издания и восприятия сочинений Елизаветы Кульман // Русская литература [Л.]. — 1990. — № 1. — 148—155. - Ганзбург Г. О либреттологии // Советская музыка. — 1990. — № 2. - Ганзбург Г. Три подхода к музыкальному наследию // Музино-исторические концепции в прошлом и настоящем: Материалы Международной научной конференции / Составители А. Зинькевич, В. Сивохип. — Львов: Сполом, 1997. — С. 107—111. - Ганзбург Г. Что общего между Россини и Глинкой, или Типологическая особенность романтиков первого поколения // Аспекты исторического музыкознания: Исследования и материалы. — Харьков: Прапор, 1998. — С. 207—212. ISBN 5-7766-0719-1. - Ганзбург Г. С. Свириденко — исследовательница немецкой музыки и переводчица немецкоязычных либретто // Украинско-немецкие музыкальные связи прошлого и настоящего (по материалам международного симпозиума): Сборник статей / Ред. — упорядн. Т. С. Невенчанная. — Киев, 1998. — С. 164—173. - Ганзбург Г. Пушкинистика и либреттология // Вестник Харьковского университета № 449. Серия Филология. Пушкин в конце XX века. — Харьков, 1999. — С. 261—266. ISBN 0453-8048. - Ганзбург Г. Помечтаем о музыкальной периодике // Art Line [Киев]. — 1999. — № 3. — С. 67. - Ганзбург Г. «Аккорд смерти» у Шопена // Фредерик Шопен: Сборник статей. — Львов: Сполом, 2000. — С. 241—248. ISBN 966-7445-57-7. - Hansburg G. Die Reaktion der Pianistin Maria Judina auf Schostakowitschs Dreizehnte Symphonie // Dmitri Schostakowitsch und das Jüdische musikalische Erbe = Dmitri Shostakovich and the Jewish heritage in music /Hrsg. Von Ernst Kuhn. — Berlin: Kuhn, 2001. (Schostakowitsch-Studien; Bd. 3); (Studia slavica musicologica; Bd. 18) ISBN 3-92864-75-0 - Ганзбург Г. Вокальные переводы лібретних текстов как элемент художественной истории Украины // Украинская культура: Проблемы и перспективы. — Харьков, 2004. — С. 81-86. - Ганзбург Г. О перспективах либреттологии // Музыкальный театр XX века: События, проблемы, итоги, перспективы / Ред.-сост. А. А. Баева, Е. Н. Куриленко. — М.: Едиториал УРСС, 2004. — С. 244—249. ISBN 5-354-00812-3. - Ганзбург Г. Либреттология: статус и перспективы // Музыкальное искусство: Сборник научных статей. — Донецк, 2004. — Вып. 4. — С. 27-34. - Ганзбург Г. Реестр украинских названий иноязычных музыкальных произведений // Формирование творческой личности в информационном пространстве современной культуры: Материалы юбилейной научно-практической конференции к 60-летию ХССМШ-и. — Харьков, 2004. - Ганзбург Г. Песенный театр Роберта Шумана // Музыкальная академия [Москва]. — 2005. — № 1. — С. 106—119. - Ганзбург Г. Стилевой кризис Рахманинова: сущность и последствия // Сергей Рахманинов: История и современность: Сб. статей. — Ростов-на-Дону, 2005. — С. 263—269. ISBN 5-7509-1216-7 - Hansburg G. Aufsätze über Poetess Elisabeth Kulmann // Russland-Deutche Zeitgeschichte unter Monarchie und Diktatur. — Band 4. — Ausgabe 2004/2005 / Hrsg. A. Bosch. — Nürnberg, München, Großburgwedel, 2005. — S. 76-127. - Ганзбург г. Стилевой кризис Глинки и «россиниевский синдром» / / М. И. Глинка. К 200-летию со дня рождения. Том 1: Материалы международных науч. конф.: в 2-х тт. / Московская государственная консерватория им. П. И. Чайковского, Санкт-Петербургская государственная консерватория им. Н. А. Римского-Корсакова; отв. ред. Н. Ы. Дегтярева, Е. Г. Сорокина. М.: Моск. гос. консерватория им. П. И. Чайковского, 2006. — С. 176—184. - Ганзбург Г. Лейтмотив «Я» в музыке Рахманинова // Сек. Рахманинов: на изломе веков. Вып. 3. / Под ред. Л. А. Трубниковой. — Харьков, 2006. — С. 101—105. - Ганзбург Г. К истории вокальных переводов произведений Моцарта // Музыкальный мир. А. Моцарта: пути постижения: Материалы международной научно-практической конференции, посвященной 250-летию со дня рождения В. А. Моцарта, 6-8 декабря 2006 г. / Харк. гос. акад. культуры; Под общ. ред. А. А. ивы. — Харьков.: ХГАК, 2006. — С. 25-28. - Ганзбург г. Фатум-аккорд в музыке Чайковского и его предшественников // Музыка изменяющейся России. — Курск, 2007. С. 106—116. - Ганзбург Г. Пробелы в изучении творчества Роберта Шумана как проблема музыкального образования // Научный вестник Национальной музыкальной академии Украины имени П. И. Чайковского: Сборник статей. Вып. 74: эстетика и практика художественного образования. — Львов: Олир: Сполом, 2008. ISBN 978-966-665-534-2 - Ганзбург Г. Статус и перспективы либреттологии // Диалогическое пространство музыки в меняющемся мире. — Саратов, 2009. — С 26-31. ISBN 978-5-94841-073-9 - Ганзбург Г. К истории вокальных переводов произведений Й. Гайдна // Проблемы взаимодействия искусства, педагогики и теории и практики образования: зб. наук. пр. Вып. 27. Й. Гайдн — И. Котляревский: искусство оптимизма / Харк. гос. ун‑т искусств им. И. П. Котляревского; ред.‑сост. Л. В. Русакова. — Харьков, 2009. — С. 113—122. ISBN 978-966-8661-55-6 - Ганзбург Г. Ваш ребёнок и музыка // Музыкальная педагогика и исполнительство. Выпуск 4. Сборник статей / Сост. П. Ф. Сиротюк; за заг. ред. А. А. Семешка — Тернополь: Учебная книга — Богдан, 2010. — С. 3-32. ISBN 978-966-10-0482-4 - Ганзбург Г. Изучение позднего творчества Г. Шумана как педагогическая проблема // Музыкально-просветительская работа в прошлом и современности (к 90-летию учреждения Г. Л. Булычевцевым «Народной консерватории» в Курском крае): Материалы международной научно-практической конференции / Гл. ред. М. Л. Космовская. Отв. ред. С. Е. Горлинская, Л. А. Ходыревская. — Курск: Изд. Курск. гос. ун-та, 2010. — С. 131—150. - Ганзбург Г. История Изюмской народной консерватории // Музыкально-просветительская работа в прошлом и современности (к 90-летию учреждения Г. Л. Булычевцевым «Народной консерватории» в Курском крае): Материалы международной научно-практической конференции / Гл. ред. М. Л. Космовская. Отв. ред. С. Е. Горлинская, Л. А. Ходыревская. — Курск: Изд. Курск. гос. ун-та, 2010. — С. 196—207. - Ганзбург Г. Театрализация камерных жанров в вокальной музыке Г. Шумана // Проблемы взаимодействия искусства, педагогики и теории и практики образования: зб. наук. пр. Вып. 28. / Харк. гос. ун-т искусств им. И. П. Котляревского; ред.-сост. Л. В. Шаповалова. — Харьков, 2010. — С. 145—158. ISBN 978-966-8591-45-7 - Ганзбург Г. Фридерик Шопен // Страна знаний [Киев]. — 2011. — № 1 (27). — С. 48-49. [1] - Ганзбург Г. Тем, кто не знает Шуберта // Страна знаний [Киев]. — 2011. — № 2 (28). — С. 34-37. - Ганзбург Г. Драматизация камерной вокальной музыки в лидершпилях Г. Шумана // Проблемы взаимодействия искусства, педагогики и теории и практики образования: зб. наук. ст. Вып. 33. / Харк. нац. ун‑т искусств им. И. П. Котляревского; ред.‑сост. Л. В. Шаповалова. — Харьков: издательство ООО" С. А. М", 2011. — С. 41-51. ISBN 978-966-8591-71-6 - Ганзбург Г. Вокальные переводы лібретних текстов — составляющие художественной истории Украины // Бортнянский Д. Сокол: Опера, клавир / Перевод, лет. ред., послесловие Н. Крыши, предисловие Г. Ганзбурга, упор. А. Бондаренко. — Киев-Дрогобыч: С. Сурма, 2012. — С. 4-8. ISBN 978-966-96945-1-3 - Ганзбург Г. Театральзация и драматизация камерных жанров в вокальной музыке Г. Шумана // Искусство музыки: теория и история. — 2012. — Выпуск 5. - Ганзбург Г. Консерватория в университетском статусе // Музыка [Киев]. — 2014. — № 3. — С. 46-47. - Ганзбург Г. Просторові ефекти в звучанні музики // Вісник Київського національного університету культури і мистецтв. Серія: Музичне мистецтво. — 2020. — Том 3. — № 1. — С. 27-36. - Ганзбург Г. Предисловие // Либреттология. Восьмая нота в гамме. Сборник статей : учебное пособие / Ю. Димитрин, А. Стеценко (составление) ; Г. Ганзбург (предисловие). — Санкт-Петербург : Лань : Планета музыки, 2020. — 336 с. — (Учебники для вузов. Специальная литература). ISBN 978-5-8114-5032-9 ISBN 978-5-4495-0454- |

### Фольклорные сборники
| - Украинские народные песни с нотами. Почему ты не пришел … / Сост. Г. И. Ганзбург. — Харьков: Фолио, 2002. — 286 с. ISBN 966-03-1752-2 - Украинские народные песни с нотами. Засвети свечу восковую / Сост. Г. И. Ганзбург. — Харьков: Фолио, 2002. — 286 с. ISBN 966-03-1751-4 - Русские народные песни с нотами. Расцвели цветы лазоревые / Сост. Г. И. Ганзбург. — Харьков: Фолио, 2003. — 287 с. ISBN 966-03-1974-6 - Русские народные песни с нотами. Ты взойди, солнце красное / Сост. Г. И. Ганзбург. — Харьков: Фолио, 2003. — 287 с. ISBN 966-03-1975-4 - Украинские народные песни с нотами. Кого люблю, мой будет / Сост. Г. И. Ганзбург. — Харьков: Фолио, 2004. — 287 с. ISBN 966-03-2249-6 - Расцвели цветы лазоревые. Русские народные песни с нотами. / Сост. Г. И. Ганзбург. — Ростов-на-Дону: Феникс, 2007. — 287 с. ISBN 978-5-222-11069-0 - Ты взойди, солнце красное. Русские народные песни с нотами. / Сост. Г. И. Ганзбург. — Ростов-на-Дону: Феникс, 2007. — 287 с. ISBN 978-5-222-11070-6 - Украинские народные песни с нотами. / Сост. Г. И. Ганзбург. — Харьков: Сага, 2009. — 840 с. ISBN 978-966-2918-98-4 |

### Нотные издания (составление и редактирование)
| - В. Моцарт. Рондо для фортепиано. (Предисловие, редакция, составление серии).- Харьков: Колледж, 1993.-6 С. - Ф. Шуберт. Смерть и девушка. Для голоса и фортепиано. (Редактирование, первая публикация перевода В. Коломийцева, составление серии).- Харьков: Колледж, 1993.-4 С. - Ф.Мендельсон-Бартольди. Скерцо из музыки к комедии В. Шекспира «Сон в летнюю ночь» (Ор.61, № 1). Транскрипция для фортепиано Сергея Рахманинова. (Вступительная статья, составление серии) — Харьков: Форт, 1994. - Карминский М. Дорога к храму: Для детского или женского хора. (Редактирование, упорядочивание серии).-Харьков: Институт музыкознания, 1995.-70 с. - Карминский М. Еврейская молитва: Для скрипки соло. (Редактирование, упорядочивание серии).- Харьков, Институт музыкознания, 1995. −4 С. - Иванов В. Без надежды надеюсь: Для голоса (или хора) с фортепиано /Стихи Леси Украинки. (Редактирование, упорядочение серии).-Харьков, Институт музыковедения, 1996.-28 с. - Ганзбург г. Псалом № 136: для хора /стихи Т. Шевченко. (Редактирование, составление серии). — Харьков: институт музыковедения, 1996.-16 С. - Ганзбург г. Свете тихий: для голоса и фортепиано / Стихи М. Цветаевой. (Редактирование, составление серии). -Харьков: Институт музыкознания, 1996.-8 с. - Ганзбург г. Не проклинай: для голоса с фортепиано / стихи С. Черкасенко. (Редактирование, упорядочение серии).- Харьков: институт музыковедения, 1996. - Дворжак А. Библейская песнь. Ор. 99 № 7: Для голоса и фортепиано. /Стихи из Библии, пер. Г.Ганзбурга. (Редактирование, составление серии).- Харьков: Институт музыкознания, 1996.- 4 с.; 2-е изд.: Харьков: Фолио — Москва: АСТ, 2000. - Шуберт Ф. Лебединая песня: Для голоса и фортепиано. /Стихи Зенна, пер. Г.Ганзбурга. (Редактирование, составление серии).- Харьков: Институт музыкознания, 1996.- 4 с.; 2-е изд.: Харьков: Фолио — Москва: АСТ, 2000. - Шуберт Ф. Тэкла: Для голоса и фортепиано. /Стихи Ф.Шиллера, пер. А.Кочеткова (Редактирование, составление серии).- Харьков: Институт музыкознания, 1996.-8 с.; 2-е изд.: Харьков: Фолио — Москва: АСТ, 2000. - Шуман Р. Первое свидание: Для двух женских голосов (или хора) с фортепиано. Ор. 74 № 1. /Стихи Э.Гейбеля, пер. Г.Ганзбурга. — Харьков: Институт музыкознания, 1996.- 4 с.; 2-е изд.: Харьков: Фолио — Москва: АСТ, 2000. - Збірка творів для дитячого хору/Упорядкування та передмова С.Прокопова. (Загальна редакція, упорядкування серії).-Харків: Інститут музикознавства, 1996.- 78 с.; 2-е изд.: Харьков: Фолио — Москва: АСТ, 2000. - Борисов В. Т. Детская тетрадь: Для фортепиано.- Харьков: Институт музыкознания, 1996.-24 с. - Вершины вокальной лирики: Для голоса и фортепиано. Вып. 1. — Харьков: Институт музыкознания, 1997. — 20 с.; 2-е изд.: Харьков: Фолио — Москва: АСТ, 2000. - Перселл Г. Две арии Дидоны из оперы «Дидона и Эней». — Харьков: Фолио — Москва: АСТ, 2000. - Россини Дж. Слеза: Для виолончели и фортепиано. — Харьков: Фолио — Москва: АСТ, 2000. - Бах И. С. «Друг, подойди…»: Для голоса и фортепиано. — Харьков: Фолио — Москва: АСТ, 2000. - Карминский М. В. Песни о Войне и Победе: Для голоса (хора) и фортепиано / Ред.-сост. Серии Г. И. Ганзбург. — Харьков: Каравелла, 2002. — 80 с. (Серия «Нотная коллекция») ISBN 5-7707-6792-8 - Малер Г. Песни об умерших детях. — М.: Торопов, 2005. — 32 с. |